# Gram-positive bakterier
Gram-positive bakterier er en klasse af bakterier, som er kendetegnet ved, at de, i modsætning til gram-negative bakterier,  farves blå ved en gramfarvning. Forskellen skyldes forskelle i opbygningen af cellevæggene. Gram-positive celler er kendetegnet ved at have et tykt lag peptidoglycan, samt ved at indeholde teikoidsyrer, der bidrager til strukturen og den negative ladning. Modsat gram-negative bakterier, kan nogle arter danne sporer.
Gram-positive bakteriers vækst hæmmes af normalt af penicillin men mange bakterier udvikler antibiotikaresistens også mod penicillin.

## Kendetegn
Man finder almindeligvis følgende kendetegn hos de Gram-positive bakterier:
1. En meget tyk cellevæg, bestående af peptido-glycan
2. Hvis bakterien har en flagel, har denne to støttende ringe
3. Der findes teikoidsyrer, der virker som chelater og i visse tilfælde som klæbestof
4. Der er ingen lipoproteiner

## Eksempler på Gram-positive bakterier
Typiske gram-positive bakterier er:
- Aerobe sporedannende bacilli
  - Bacillus anthracis (Miltbrand)
- Anaerobe sporedannende bacilli
  - Clostridium botulinum (Pølseforgiftning)
  - Clostridium tetani (Stivkrampe)
  - Clostridium perfringens (Gasgangræn)
  - Clostridium novyi (Gasgangræn)
  - Clostridium septicum (Gasgangræn)
  - Clostridium difficile (Antibiotika associeret tyktarmsbetændelse)
- Corynebakterier
  - Corynebacterium diphteriae (Difteri)
  - Corynebacterium vaginale
- Staphylococcus aureus (Betændelse, Tamponsyge)
- Bacillus subtilis
- Lactobacillus acidophilus (normal tarmflora)
- Lactococcus lactis (Surmælksprodukter)
- Bacillus thuringiensis (Biologisk bekæmpelse)
- Bacillus subtilis